# Khumbutse
Der Khumbutse (chinesisch: 昆布孜峰) ist ein Sechstausender an der Grenze zwischen der Khumbu-Region Nepals und China westlich des Mount Everest.
Er liegt in Fortsetzung von dessen Westgrat zwischen der Westschulter des Mount Everest und dem Lingtren (6714 m). Zwischen der Westschulter und dem Berg befindet sich der Lho-La-Pass (6006 m).
Der Khumbutse wurde erstmals 1979 in einer Solo-Besteigung vom jugoslawischen Bergsteiger Franček Knez bestiegen, während seine Kameraden den direkten Westgrat am Mount Everest begingen.